# Basilisco (emperador)
Flavio Basilisco (m. 477) fue un emperador del Imperio romano de Oriente, de la dinastía de León, que gobernó brevemente, desde el 9 de enero de 475, después de que el emperador Zenón fuese forzado a abandonar Constantinopla por una revuelta, hasta agosto de 476, cuando él mismo fue depuesto.
Basilisco era hermano de la emperatriz Elia Verina, la esposa del emperador León I (457-474). Su relación con el emperador le permitió hacer una carrera militar que, tras varios éxitos iniciales menores, terminó en 468, cuando dirigió la desastrosa invasión bizantina de la África vándala, una de las mayores operaciones militares de la antigüedad tardía.
Basilisco consiguió el poder en 475 aprovechando la impopularidad del emperador Zenón, el sucesor «bárbaro» de León, y un complot organizado por Verina que provocó la huida de Zenón de Constantinopla. Sin embargo, durante su corto gobierno, Basilisco se ganó la antipatía de la Iglesia y del pueblo de Constantinopla, apoyos fundamentales, fomentando la cristología monofisita en oposición a la fe calcedonia, que gozaba de mayor aceptación. Además, su política de asegurar el poder mediante el nombramiento de hombres leales para cargos importantes le enemistó con muchas figuras destacadas de la corte imperial, entre ellas su hermana Verina. Por tanto, cuando Zenón intentó recuperar su imperio, prácticamente no encontró oposición, entrando triunfalmente en Constantinopla, capturando y matando a Basilisco y a su familia.
La lucha entre Basilisco y Zenón impidió la intervención del Imperio Oriental en la caída del Imperio romano de Occidente, que tuvo lugar a principios de septiembre de 476. Cuando el jefe de los hérulos, Odoacro, depuso al Emperador de Occidente, Rómulo Augústulo, enviando los regalía imperiales a Constantinopla, Zenón acababa de recuperar su trono y se tuvo que limitar a nombrar a Odoacro dux de Italia.

## Orígenes y comienzos de su carrera

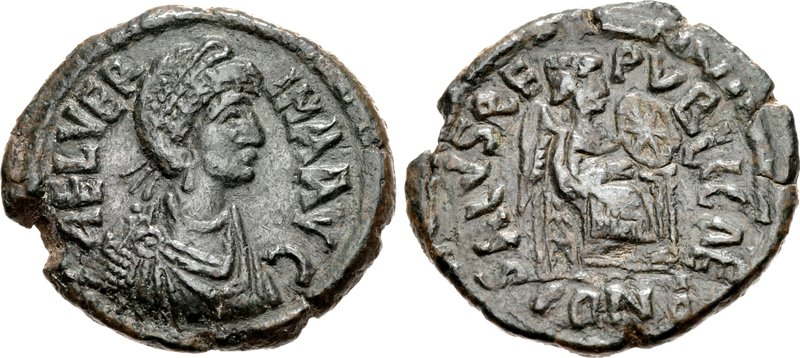
Tremís acuñado a nombre de Elia Verina, mujer y posterior viuda del emperador León I. Como hermana de Basilisco, Verina le ayudó tanto en su carrera política como militar; incluso si con ello le ayudaba, de forma involuntaria, a conseguir el poder.

Basilisco, posiblemente de origen balcánico, era hermano de Elia Verina, mujer de León I. También se ha dicho que era tío del jefe de los hérulos, Odoacro, partiendo de la interpretación de un fragmento de Juan Antioqueno (209.1), que establece que Odoacro y Armato, sobrino de Basilisco, eran hermanos. En cualquier caso, dicha interpretación no es aceptada por todos los estudiosos, puesto que las fuentes no hablan de que Basilisco tuviese origen foráneo. Se sabe que estuvo casado con una mujer llamada Aelia Zenonis y que tuvo al menos un hijo, Marco.
La carrera militar de Basilisco comenzó bajo el mando de León I. El emperador confirió a su cuñado el título de dux (general en jefe) de Tracia. En ese país Basilisco dirigió una campaña militar victoriosa contra los búlgaros en 463. Luego sucedió a Rusticio en el cargo de magister militum per Thracias (464), y consiguió una serie de triunfos contra los godos y los hunos (en los años 466 o 467).
La influencia de Basilisco y la estima en que lo tenía el emperador León crecieron merced a estas victorias. La intercesión de Verina en favor de su hermano ayudó a la carrera política y militar de Basilisco, que consiguió el consulado en 465 y posiblemente el rango de patricio. En cualquier caso, su ascenso pronto sufriría un serio revés.

## La desastrosa expedición contra los vándalos

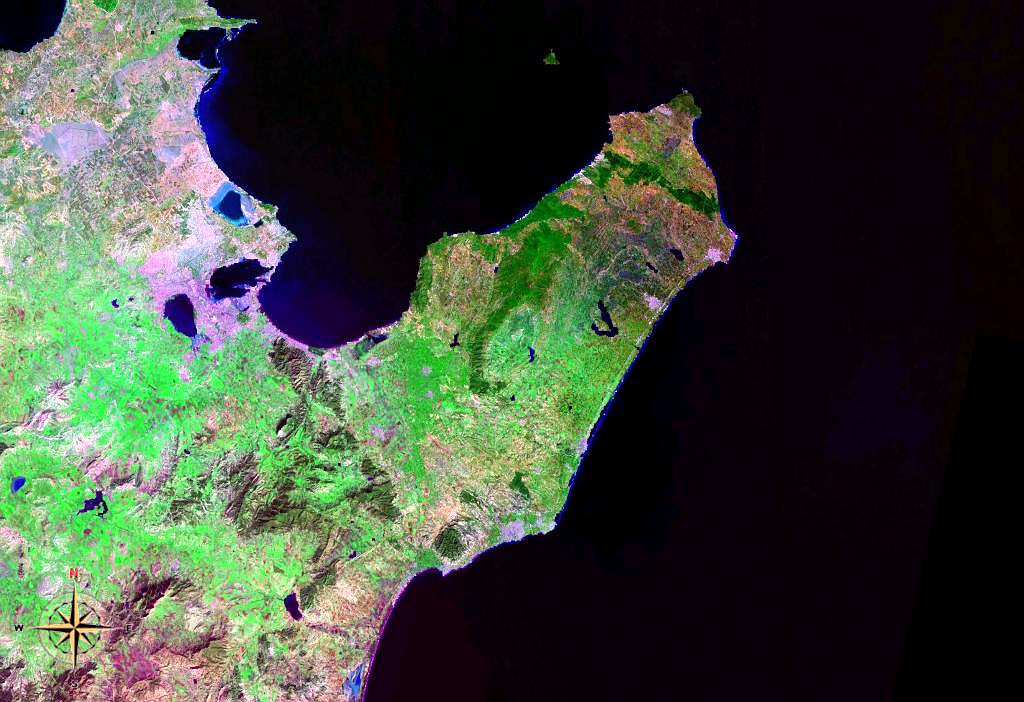
El cabo Bon, en la actual Túnez, es el lugar en el que la flota bizantina mandada por Basilisco desembarcó al ejército que debía atacar Cartago, la capital de los vándalos.

En 468, León eligió a Basilisco para que fuese el comandante de la famosa expedición militar contra Cartago. La invasión del reino de los vándalos fue uno de los más grandes acontecimientos militares registrados en los anales de la historia, suponiendo una acción combinada por mar y por tierra con unos efectivos de más de mil naves y cien mil soldados. El propósito de la operación era castigar al rey vándalo Genserico por el saqueo de Roma en el año 455, en el que la todavía capital del Imperio romano de Occidente había sido arrasada, y la emperatriz Licinia Eudoxia (viuda del emperador Valentiniano III) y sus hijas habían sido tomadas como rehenes.
El plan fue concertado entre el emperador del Imperio bizantino, León, el emperador del Imperio romano de Occidente, Antemio, y el general Marcelino, que disfrutaba de independencia en Iliria. Basilisco recibió órdenes de navegar directamente hacia Cartago, mientras que Marcelino atacaba y tomaba Cerdeña, y un tercer ejército, al mando de Heraclio de Edesa, desembarcaba en la costa libia al este de Cartago y avanzaba velozmente hacia la ciudad. Parece ser que las fuerzas de Marcelino y Heraclio se encontraron en Sicilia y que desde ahí las flotas partieron en periodos distintos.
Los historiadores antiguos y modernos nos dan distintos números de naves y tropas bajo el mando de Basilisco, así como acerca del coste de la expedición. Todas las cifras fueron enormes para la época. Nicéforo Grégoras afirma que fueron cien mil naves, mientras que Cedreno proporciona unos datos algo más creíbles y dice que la flota que atacó Cartago estaba compuesta por unas 1113 naves y que cada una llevaba a bordo cien hombres. El cálculo menor de los gastos de la expedición es de unas sesenta y cuatro mil libras de oro, suma que superaba los ingresos anuales del Estado.
Marcelino y Heraclio ya habían conquistado Cerdeña y Libia cuando Basilisco llegó al Promontorium Mercurii, hoy llamado cabo Bon, frente a Sicilia y a unas cuarenta millas de Cartago. Genserico solicitó a Basilisco cinco días de margen para poder esbozar las condiciones de la rendición. Sin embargo, durante ese tiempo Genserico reunió a sus naves y atacó por sorpresa a la flota romana. Los vándalos habían llenado muchos de sus navíos con materiales combustibles y, por la noche, enviaron estos brulotes contra la flota invasora. Por su parte, los comandantes bizantinos trataron de salvar algunos barcos de la destrucción, pero la acometida de otras naves vándalas lo impidió.
Basilisco huyó en mitad de la batalla. La mitad de la flota romana fue quemada, hundida o capturada, y la otra mitad huyó con Basilisco. La expedición, en su conjunto, fue un fracaso. Heraclio se retiró a través del desierto hasta Tripolitania, donde permaneció dos años hasta que fue llamado de vuelta a la capital. Marcelino volvió a Sicilia, en donde fue alcanzado por Basilisco; si bien el general murió asesinado, puede que por instigación de Ricimero o de sus propios capitanes. El rey de los vándalos expresó su sorpresa y satisfacción por el hecho de que los propios romanos se dedicasen a eliminar a sus enemigos más formidables.
A su vuelta a Constantinopla, Basilisco se refugió en la iglesia de Santa Sofía para escapar del furor del pueblo y de la venganza del emperador. Gracias a la mediación de Verina, el emperador le perdonó la vida y se limitó a desterrarlo a Heraclea Síntica, en Tracia.

## Ascenso al poder
En 471 y 472 Basilisco ayudó a León I a deshacerse de la influencia germánica en su corte, ayudando en el asesinato del magister militum alano Aspar. La muerte de Aspar causó una revuelta en Tracia, dirigida por el ostrogodo tracio Teodorico Estrabón. 
Basilisco fue enviado a sofocar la revuelta, lo cual logró hacer con la ayuda de su sobrino Flavio Armato. En el año 474 recibió el rango de caput senatus, «primero entre los senadores».
A la muerte de León, Zenón, que era un «bárbaro» de Isauria pero al mismo tiempo estaba casado con una hija del emperador, ascendió al trono, tras un corto reinado de su propio hijo, León II (474). Los orígenes bárbaros del emperador causaron una cierta antipatía contra Zenón en el pueblo de Constantinopla. Además, la importante porción del ejército formada por soldados de origen germánico, dirigida a su vez por Teodorico Estrabón, estaban enfrentados con los oficiales isáuricos que León I había traído para reducir su dependencia de los ostrogodos. Por último, Zenón se libró de su compañero y general isáurico Illos, que había sido sobornado por Basilisco. En el centro de la conspiración estaba Verina, que fomentaba la rebelión popular contra el emperador. El levantamiento, apoyado por Teodorico Estrabón, Illo y Armato, tuvo éxito, y Verina convenció al emperador para que huyese de la ciudad. Zenón huyó a su lugar de origen, llevándose consigo a alguno de los isáuricos que vivían en Constantinopla, además del tesoro imperial. Basilisco fue entonces proclamado Augusto el 9 de enero de 475 en el palacio Hebdomon, por los ministros de palacio y por el Senado. La población de Constantinopla, por su parte, obtuvo su venganza contra Zenón asesinando a casi todos los isáuricos que quedaban en la ciudad.
Al comienzo todo pareció ir bien para el nuevo emperador, que incluso intentó establecer una nueva dinastía confiriendo el título de augusta a su esposa Aelia Zenonis y nombrando César a su hijo Marco; Sin embargo, por causa de su incapacidad de gestión como emperador, Basilisco perdió pronto a la mayor parte de sus partidarios.

## Gobierno

### Corrupción e incendio de Constantinopla
El problema más urgente al que se enfrentaba el emperador era la escasez de recursos que quedaban en el tesoro imperial tras la huida de su anterior ocupante. Basilisco se vio obligado a imponer fuertes tributos y a volver a la práctica de subastar los cargos públicos, con el descontento que ello provocó en la población. También buscó fondos de la Iglesia, con la ayuda del prefecto Epinicus, el favorito de Verina.
Además, al poco de comenzar su reinado, Constantinopla sufrió un inmenso incendio que destruyó casas, iglesias e incineró completamente la gran biblioteca construida por el emperador Juliano. El fuego fue visto como un mal augurio para el gobierno de Basilisco.

### Tensiones con sus colaboradores
Basilisco había confiado en el apoyo de algunas de las más importantes figuras de la corte en su apuesta por alzarse en el trono. Sin embargo, en poco tiempo perdió gran parte de estos apoyos.
En primer lugar, Basilisco dejó de contar con el apoyo de su propia hermana Verina tras ejecutar a Patricio, el magister officiorum. Patricio era el amante de Verina, y la emperatriz había planeado elevarle al rango imperial y casarse con él. Es más, la propia revuelta contra Zenón se había llevado a cabo para alzar a Patricio como nuevo emperador. Basilisco, sin embargo, había engañado a su hermana y, tras la huida de Zenón, hizo que los ministros y el Senado le eligiesen a él como nuevo emperador, y no a Patricio. Basilisco ordenó que se diera muerte a Patricio, dado que, por el cargo político que ostentaba, era el candidato natural para derrocar al nuevo emperador. La consecuencia sería que Verina acabaría intrigando contra el propio Basilisco debido a la ejecución de su amado.
Por otra parte, Teodorico Estrabón también se apartó del nuevo emperador, tras haber sido uno de los principales apoyos de su ascenso gracias al odio que tenía a Zenón por culpa de su origen isáurico. Basilisco había alzado a su propio sobrino Armato (de quien se rumoreaba que también era amante de la esposa de Basilisco) al rango de magister militum, el que ocupaba Estrabón. Por último, el apoyo de Illo también flaqueaba por culpa de la masacre a los isáuricos que Basilisco había permitido.

### Controversias religiosas
Por aquella época la unidad de la fe cristiana se veía amenazada por la lucha entre monofisitas y ortodoxos que defendían el Concilio de Calcedonia. Unos y otros discrepaban acerca de la naturaleza de Cristo: los monofisitas entendían que Cristo sólo tenía la naturaleza divina, mientras que los ortodoxos mantenían que en Cristo se combinaban ambas facetas, la divina y la humana. El Concilio de Calcedonia, convocado por el emperador Marciano en 451, había dejado fuera a los monofisitas, con el apoyo del papa de occidente y muchos de los obispos de oriente. Sin embargo, la posición teológica monofisita todavía contaba con muchos apoyos: los dos patriarcas monofisitas, Timoteo II de Alejandría y Peter Fullo de Antioquía fueron depuestos.
Desde el comienzo de su reinado Basilisco mostró su apoyo a los monofisitas. Zacarías Escolástico comenta que un grupo de monjes egipcios monofisitas, tras enterarse de la muerte del emperador León, se habían trasladado de Alejandría a Constantinopla para hacer una petición a Zenón en favor de Timoteo II, pero que al llegar a la capital se encontraron a Basilisco en el trono en lugar de a Zenón. El magister officiorum Teoctisto, médico oficial en ese momento de Basilisco, era hermano de uno de los monjes, por lo que la delegación consiguió la deseada audiencia con Basilisco y, con el apoyo de Teoctisto y de la emperatriz, lograron convencer a Basilisco para que trajese de vuelta del exilio a los patriarcas monofisitas.
Basilisco les reinstauró en sus puestos, y promulgó una encíclica (Enkyklikon) el día 9 de abril de 475 en la que exhortaba a los obispos a aceptar como válidos solamente los tres primeros sínodos ecuménicos, y a rechazar el concilio de Calcedonia. Todos los obispos debían firmar el edicto y, mientras que la mayoría de los obispos orientales aceptaron la encíclica, el patriarca Acacio de Constantinopla se negó, con el apoyo de la población de la ciudad, y mostró claramente su desdén hacia Basilisco cubriendo de negro los iconos de la iglesia de Santa Sofía.

## Caída y muerte

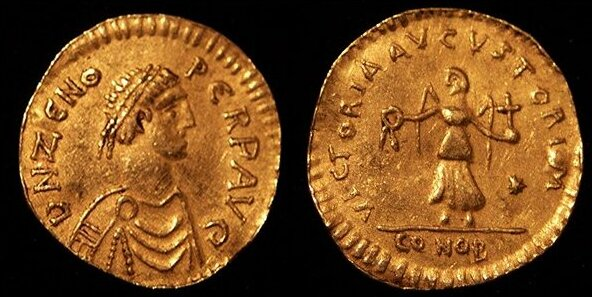
Tremís acuñado por el emperador Zenón. Este, cuyo nombre original era Tarasicodissa, procedía de Isauria, y era por tanto considerado un «bárbaro» y no era querido por la gente de Constantinopla. Basilisco explotó esta impopularidad para hacerse con la púrpura imperial, aunque se volvió también impopular cuando alcanzó el poder, principalmente por cuestiones teológicas.

Poco después de su ascenso, Basilisco envió a Illos y a su hermano Trocundo contra Zenón. Éste se había refugiado en su fortaleza natal, y había reanudado la vida de un jefe isáurico. Basilisco, sin embargo, fue incapaz de cumplir las promesas que había hecho a estos generales que, además, recibieron cartas de los ministros principales de la corte en las que les urgían a traer de vuelta a Zenón. La ciudad había llegado a una situación en que prefería devolver el poder a Zenón, a pesar de su extranjería, que tener por jefe a un monofisita cuya impopularidad se incrementaba cada vez más por la rapacidad de sus ministros.
Durante sus operaciones en Isauria, Illos capturó al hermano de Zenón, Longino, y lo mantuvo encerrado en una fortaleza isáurica. Pensando Illos que tendría gran influencia en la corte de un Zenón restaurado en el trono, cambió de bando y marchó con Zenón a Constantinopla en el verano de 476. Cuando Basilisco se apercibió del peligro, se apresuró a derogar todos sus edictos eclesiásticos y a reconciliarse con el patriarca y con el pueblo, pero ya era demasiado tarde.
Armato, como magister militum, fue enviado con todas las fuerzas disponibles a Asia Menor, para oponerse al avance del ejército de Zenón. Sin embargo, los mensajes secretos intercambiados con Zenón, que le prometió el título de magister militum vitalicio y conferirle el título de césar a su hijo, le indujo a traicionar a su señor. Armato evitó la carretera por la que Zenón avanzaba y marchó a Isauria por otra vía. Su traición marcó el destino de Basilisco.
En agosto de 476, Zenón puso cerco a Constantinopla. El Senado abrió las puertas de la ciudad al ejército de Zenón, permitiendo al emperador depuesto recuperar el trono. Basilisco se refugió en el santuario de una iglesia, pero fue traicionado por el patriarca Acacio y se rindió junto con su familia, tras conseguir la solemne promesa de Zenón de no derramar su sangre. Basilisco, su mujer Aelia Zenonis y su hijo Marco fueron enviados a una fortaleza en Capadocia, Zenón los dejó encerrados en una cisterna vacía hasta su muerte.
Basilisco gobernó durante veinte meses. Las fuentes afirman que fue un general victorioso, pero de escasa inteligencia y fácil de engañar.